# Lanús
Lanús je město v Argentině na území provincie Buenos Aires. Je sídlem stejnojmenného partida. V roce 2010 v něm žilo 212 152 obyvatel. Je součástí aglomerace Velkého Buenos Aires, přičemž se nachází jižně od vlastního Buenos Aires.